# Олег Ведмеденко
Олег Ведмеде́нко  (18 вересня 1961 — 15 листопада 2021) — український богослов, письменник, проповідник і місіонер, єпископ Волинський і Галицький Української Незалежної Апостольської Православної Церкви, засновник та ведучий Біблійної школи духовного вдосконалення.
Займався дослідженням Святого Письма. Послідовник Каппадокійської школи богослів'я. Організатор та активний учасник християнського просвітницького руху. Автор та ведучий програми «Духовність» на телеканалі «CNL-Україна» та «New Ukraine» (Канада). Член Національної спілки журналістів України (НСЖУ), автор релігійної літератури.

## Біографія
Єпископ Олег (Ведмеденко Олег Валентинович) народився 18 вересня 1961 р. у м. Луцьку в сім'ї інтелігентів. Мати — Ведмеденко Поліна Омелянівна, актриса Волинського обласного музично-драматичного театру, згодом — учитель музики в студії міського Будинку офіцерів. Батько — Марчук Валентин Денисович, завідувач лабораторією кафедри гідрогеології Київського державного університету ім. Т. Г. Шевченка, провідний спеціаліст Київської геологічної експедиції.
Закінчив середню загальноосвітню школу № 9 у м. Луцьку (1978 р.), Луцьку музичну школу № 1 (по класу фортепіано). З 1978 по 1979 рік працював на Луцькому авіазаводі, де отримав рекомендацію для вступу в Київський інститут інженерів цивільної авіації. З 1979 по 1984 рік — студент денного відділення згаданого ВУЗу.
1984 року, отримавши диплом інженера, влаштувався на роботу в Луцькому цивільному аеропорту. З 1984 по 1997 роки працював там на посадах інженера, а згодом начальника аеродромної служби, заступника начальника аеропорту з авіаційної безпеки.
У 1995 році вступив до Волинської духовної семінарії УПЦ КП на заочний сектор. Закінчив повний курс навчання за І розрядом. З осені 1996 р. використовував здобуті в семінарії знання, бувши постійним автором і ведучим щотижневої релігійно-просвітницької програми «Духовність» на волинському обласному телеканалі «Аверс».
З лютого 1997 року розпочав заняття письменством, був ведучим духовної рубрики «Дорога до Храму» в газеті «Сім'я і дім», а згодом в часописах «Віче», «Аверс-Прес», «Вісник здоров'я», «Волинь», «Слово і діло», «Волинська газета» (Луцьк), «Вісті Ковельщини» (Ковель), «Провінційна газета» (Рівне), «Кримська світлиця» (Сімферополь), «Україна молода» та «Україна християнська» (Київ, республіканські) та багатьох інших.
З лютого 1997 р. при Луцькому Свято-Троїцькому кафедральному соборі (ще бувши семінаристом) заснував Біблійну школу. Того ж року за власним бажанням звільнився з посади заступника директора Луцького авіапідприємства, і був рукоположений митрополитом Луцьким і Волинським Яковом в сан диякона з зарахуванням у штат собору. Весною 1997 року прийнятий на посаду інспектора з питань місійної діяльності Луцько-Волинського єпархіального управління УПЦ КП.
До дня Різдва Христового, 7 січня 1998 року, за божественною літургією митрополитом Яковом возведений в сан протодиякона. З 1999 р. отримав посаду заступника голови Волинського крайового братства св. апостола Андрія Первозваного, керував богословським сектором Братства.
Ставлення до служіння Олега Ведмеденка в УПЦ КП завжди було двоїстим. З одного боку, за свою місіонерську діяльність тоді ще протодиякон Олег був нагороджений благословенними грамотами патріарха Філарета, митрополита Якова, єпископа Михаїла, також медаллю на честь 2000-річчя Різдва Христового, іншими церковними відзнаками. З іншого боку — за вільне трактування православного віровчення неодноразово критикувався консервативною частиною церковної ієрархії. П'ять разів за 10 років був звільнений з посади інспектора з питань місіонерської діяльності.
У жовтні 2006 року його діяльність оскаржувала консервативна частина єпископату УПЦ КП. 20 жовтня, так і не одержавши обіцяної організаторами гоніння можливості розв'язати богословський конфлікт у присутності патріарха Філарета, за ідеї, оприлюднені в книгах «Іще ніч…» та «Смак благодаті», а також за свої лекції і проповіді, протодиякону Олегу Ведмеденку рішенням Синоду було заборонено служити і проповідувати від імені Української православної церкви київського патріархату. 1 листопада його офіційно звільнили з кліру Луцького Свято-Троїцького кафедрального собору.
Натомість Олега Ведмеденка висвятив у сан священика (ієрея, а затим і протоієрея), патріарх Української Автокефальної Православної Церкви канонічної Мойсей 5 листопада 2006 року в Києві. А 20 листопада, у відповідності до статті 14 Закону України «Про свободу совісті та релігійні організації», було зареєстровано Незалежну православну релігійну громаду «Христового Воскресіння» м. Луцька, настоятелем якої було обрано протоієрея Олега Ведмеденка.
Влітку 2011 року протоієрей Олег отримав пропозицію очолити єпископську кафедру Апостольської Православної Церкви на Волині. Провівши рік у духовному затворі, 6 червня 2012 року він отримав затвердження єпископської хіротонії в Москві на Священному Синоді Апостольської Православної Церкви. 28 червня 2012 року за Божественною Літургією у Києві митрополит Київський і всієї України Віктор (Веряскін) звів Олега Ведмеденка у чин єпископа. Вже наступного місяця у Кіблярській обителі на Закарпатті Олега постригся в монахи з іменем ієромонах Олег. Невдовзі він отримав титул Єпископа Луцького і Волинського. В 2013 році рішенням Священного Синоду АПЦ йому присвоєно титул єпископа Волинського і Галицького, а потім ранг митрополита всієї України.
З 22 листопада 2015 року Божого по 22 листопада 2019 — предстоятель Української Незалежної Апостольської Православної Церкви (УНАПЦ).
Ввечері 14 листопада 2021 року п'яний водій збив єпископа Олега Ведмеденка в Луцьку. Врятувати потерпілого лікарям не вдалося, Олег Ведмеденко помер 15 листопада.
Похований у дворі храму православної громади «Христового Воскресіння», настоятелем якої він був за життя. Після загибелі Олега Ведмеденка, новим настоятелем та керівником цієї громади став його син, священик Ведмеденко Василь Олегович.

## Канонічна єпископальна лінія
Олег (Ведмеденко) во єпископи поставлений 15 липня 2012 року собором на чолі з митрополитом Віктором (Веряскіним).
Віктор (Веряскін) во єпископи поставлений 6 квітня 2006 року собором на чолі з митр. Віталієм (Кужеватовим).
Віталій (Кужеватов) во єпископи поставлений 7 травня 2000 р. собором на чолі з єп. Киріаком (Темерциді).
Киріак (Темерциді) во єпископи поставлений 7 січня 2000 р. собором на чолі з митр. Стефаном (Ліницьким).
Стефан (Ліницький) во єпископи поставлений 17 грудня 1996 р. у Тернополі собором на чолі з єп. Мефодієм (Кудряковим).
Мефодій (Кудряков) во єпископи поставлений в 1995 р. собором на чолі з патр. Володимиром (Романюком).
Володимир (Романюк) во єпископи поставлений 29 квітня 1990 р. собором на чолі з єп. Іоанном (Боднарчуком).
Іоанн (Боднарчук) во єпископи поставлений 23 жовтня 1977 р. собором на чолі з митр. Філаретом (Денисенком).
Філарет (Денисенко) во єпископи поставлений 4 лютого 1962 р. собором на чолі з митр. Піменом (Ізвєковим).
Пімен (Ізвєков) во єпископи поставлений 17 листопада 1957 р. в Одесі собором на чолі з патр. Алексієм (Симанським).
Алексій (Симанський) во єпископи поставлений 28 квітня 1913 р. в Новгороді собором на чолі з патріархом Антиохійським Григорієм IV (Хаддадом).
Григорій IV (Хаддад) во єпископи поставлений 10 травня 1890 р. собором на чолі з патріархом Антиохійським Герасимом (Протопапас Костянтин, згодом патріарх Єрусалимський)…

## Оцінки діяльності
Українська Незалежна Апостольська Православна Церква відгукувалася про Олега Ведмеденка як «яскравого проповідника, керівника богословської школи й творця церковних громад».
Всеукраїнська газета «Наша віра» писала, що «Протодиякон Олег Ведмеденко започаткував новий різновид місійної діяльности — виїзд із лекціями на запрошення спільнот та світських організацій, скажімо, наукових інституцій».
Священний Синод Української православної церкви Київського патріархату характеризував Олега Ведмеденка як відступника від православного віровчення, котрий прийняв бік «церковного авантюриста» протоієрея Олега Кулика. З-поміж багатьох віровідступництв перераховувалися такі, як заперечення богоданності догматів віри й необхідність їх для спасіння, заперечення воскресіння й другого пришестя Христа, відкидання необхідності дотримуватися канонів Церкви; твердження про еволюцію матеріальних розумних істот у янголів, обов'язковість та необхідність перворідного гріха для еволюції. Олег Ведмеденко також був прихильником ідеї про чакри, яку називав такою, що «не суперечить духові християнства», оскільки немає її прямого заперечення. Його вчення назвалося представниками Київського патріархату «антиправославним і таким, що може призвести до утворення псевдоправославної спільноти».
Сам Олег Ведмеденко коментував власні релігійні міркування так: «…якщо ми передбачаємо розвиток, то мають бути ідеї, які ще ніхто, навіть отці Церкви, не висловлювали […] Тут мова не йде про православне вчення, а про світоглядні питання. І на них уже час поглянути через призму сучасного наукового знання».